# Sragen (Regierungsbezirk)

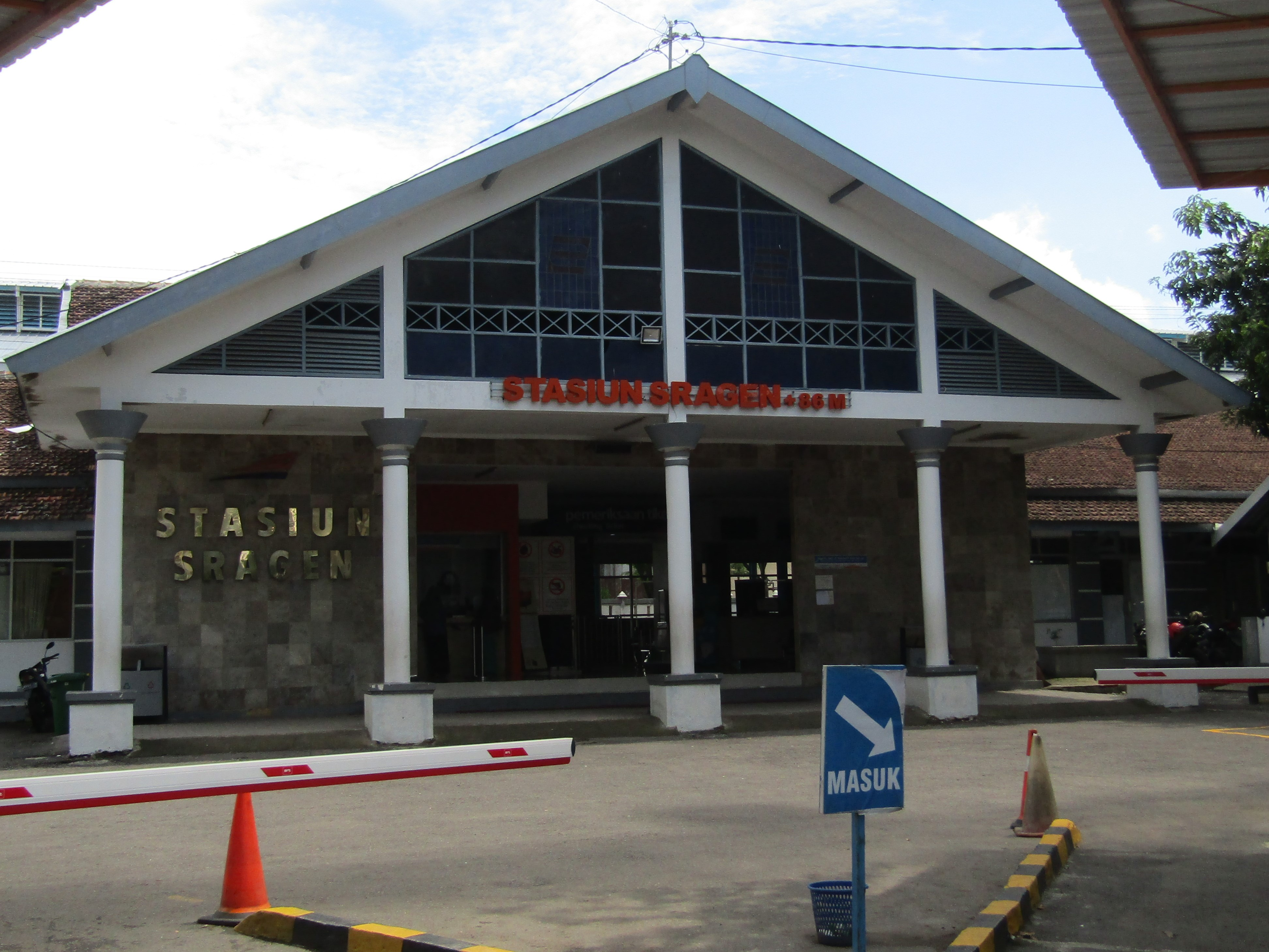
Bahnhof Sragen

Sragen ist ein indonesischer Regierungsbezirk (Kabupaten) in der Provinz Jawa Tengah, im Zentrum der Insel Java. Mitte 2022 leben hier etwa mehr als eine Million Menschen. Hauptstadt und Regierungssitz des Verwaltungsbezirks ist die Stadt Sragen, etwa 75 km südöstlich der Provinzhauptstadt Semarang und 30 km nordöstlich von Surakarta gelegen.

## Geografie
Sragen erstreckt sich zwischen 7°15′ und 7°30′ s. Br. sowie zwischen 110°45′ und 111°10′ ö. L. Er grenzt im Süden an den Regierungsbezirk Karanganyar, im Westen an Boyolali, im Norden an Grobogan sowie im Osten an Ngawi (zur Provinz Ostjawa gehörig).
Der längste Fluss Javas, der Bengawan Solo, fließt durch die fruchtbaren Reisfelder der Region. Die archäologische Ausgrabungsstätte und UNESCO-Welterbestätte Sangiran befindet sich in Sragen.

## Verwaltungsgliederung
Administrativ unterteilt sich Sragen in 20 Distrikte (Kecamatan), die aus 208 Dörfern bestehen (davon haben 12 als Kelurahan urbanen Charakter). Eine weitere Untergliederung erfolgt in 5.480 Rukun Tetangga (RT, Nachbarschaften).
| Code 1   | Kecamatan Distrikt | Ibu Kota Verwaltungssitz | Fläche (km²) | Einwohner Census 2010 2 | Volkszählung 2020 | Volkszählung 2020 | Volkszählung 2020 | Anzahl der | Anzahl der |
| Code 1   | Kecamatan Distrikt | Ibu Kota Verwaltungssitz | Fläche (km²) | Einwohner Census 2010 2 | Einwohner 3       | 0Dichte 40        | Sex Ratio 5       | Desa 6     | Kel. 7     |
| -------- | ------------------ | ------------------------ | ------------ | ----------------------- | ----------------- | ----------------- | ----------------- | ---------- | ---------- |
| 33.14.01 | Kalijambe          | Banaran                  | 46,96        | 47.135                  | 52.619            | 1.120,5           | 102,7             | 14         | –          |
| 33.14.02 | Plupuh             | Sambirejo                | 48,36        | 42.394                  | 50.897            | 1.052,5           | 100,7             | 16         | –          |
| 33.14.03 | Masaran            | Masaran                  | 44,04        | 69.319                  | 77.591            | 1.761,8           | 100,3             | 13         | –          |
| 33.14.04 | Kedawung           | Bendungan                | 49,78        | 57.139                  | 65.812            | 1.322,1           | 98,7              | 10         | –          |
| 33.14.05 | Sambirejo          | Sambirejo                | 48,43        | 35.173                  | 40.716            | 840,7             | 100,5             | 9          | –          |
| 33.14.06 | Gondang            | Gondang                  | 41,17        | 41.454                  | 47.085            | 1.143,7           | 98,2              | 9          | –          |
| 33.14.07 | Sambungmacan000    | Banaran                  | 38,48        | 43.907                  | 48.466            | 1.259,5           | 98,6              | 9          | –          |
| 33.14.08 | Ngrampal           | Pilangsari               | 34,40        | 36.867                  | 42.484            | 1.235,0           | 97,5              | 8          | –          |
| 33.14.09 | Karang Malang      | Puro                     | 42,98        | 62.367                  | 73.120            | 1.701,3           | 98,4              | 8          | 2          |
| 33.14.10 | Sragen             | Sragen Tengah            | 27,27        | 66.660                  | 69.558            | 2.550,7           | 97,1              | 2          | 6          |
| 33.14.11 | Sidoharjo          | Jetak                    | 45,90        | 50.634                  | 57.768            | 1.258,6           | 98,5              | 12         | –          |
| 33.14.12 | Tanon              | Gabugan                  | 51,00        | 50.631                  | 58.590            | 1.148,8           | 99,6              | 16         | –          |
| 33.14.13 | Gemolong           | Gemolong                 | 40,23        | 45.365                  | 51.981            | 1.292,1           | 99,9              | 10         | 4          |
| 33.14.14 | Miri               | Girimargo                | 53,81        | 31.994                  | 36.597            | 680,1             | 100,0             | 10         | –          |
| 33.14.15 | Sumberlawang       | Ngandul                  | 75,16        | 43.525                  | 50.032            | 665,7             | 98,5              | 11         | –          |
| 33.14.16 | Mondokan           | Kedawung                 | 49,36        | 33.350                  | 38.981            | 789,7             | 100,9             | 9          | –          |
| 33.14.17 | Sukodono           | Majenang                 | 45,55        | 29.108                  | 33.370            | 732,6             | 98,1              | 9          | –          |
| 33.14.18 | Gesi               | Gesi                     | 39,58        | 19.553                  | 22.760            | 575,0             | 97,5              | 7          | –          |
| 33.14.19 | Tangen             | Katelan                  | 55,13        | 25.591                  | 29.117            | 528,2             | 101,3             | 7          | –          |
| 33.14.20 | Jenar              | Dawung                   | 63,96        | 26.100                  | 29.407            | 459,8             | 101,1             | 7          | –          |
| 33.14    | Kab. Sragen        | Sragen                   | 941,56       | 858.266                 | 976.951           | 1.037,6           | 99,3              | 196        | 12         |

## Demographie
Zur Volkszählung im September 2020 lebten im Kabupaten Sragen 976.951 Menschen, davon 490.122 Frauen (50,17 %) und 486.829 Männer. Gegenüber dem letzten Census (2010) sank der Frauenanteil um 0,74 Prozent. 68,72 % (671.327) gehörten 2020 zur erwerbsfähigen Bevölkerung; 21,70 % waren Kinder (bis 14 Jahre) und 9,58 % waren im Rentenalter (ab 65 Jahren).
Mitte 2022 bekannten sich 98,22 Prozent der Einwohner zum Islam, Christen waren mit 1,67 % (10.863 ev.-luth. / 5.934 röm.-kath.) vertreten, 0,08 % waren Hinus und 0,02 % waren Buddhisten. Zur gleichen Zeit waren von der Gesamtbevölkerung 40,58 % ledig; 51,17 % verheiratet; 2,18 % geschieden und 6,07 % verwitwet.

### Bevölkerungsentwicklung
| SP/SUPAS    | 1971         | 1980         | 1990         | 1995         | 2000         | 2005         | 2010         | 2015         | 2020         |
| ----------- | ------------ | ------------ | ------------ | ------------ | ------------ | ------------ | ------------ | ------------ | ------------ |
| Kab. Sragen | 642.007      | 758.461      | 825.517      | 838.746      | 84.532       | 854.751      | 858.266      | 878.766      | 976.951      |
| Anteil in % | 2,93 %       | 2,99 %       | 2,89 %       | 2,69 %       | 0,29 %       | 2,64 %       | 2,35 %       | 2,60 %       | 2,66 %       |
| Jawa Tengah | .21.877.081. | .25.372.889. | .28.521.692. | .31.223.258. | .29.653.266. | .32.382.657. | .36.516.035. | .33.753.023. | .36.742.501. |

| Rang unter den 29 Kabupaten der Provinz (06/2022) | Rang unter den 29 Kabupaten der Provinz (06/2022) |
| ------------------------------------------------- | ------------------------------------------------- |
| Fläche                                            | 00019                                             |
| Einwohnerzahl                                     | 00019                                             |
| Dichte                                            | 00017                                             |

- Bevölkerungsentwicklung des Kabupaten Sragen von 1971 bis 2020
- Ergebnisse der Volkszählungen Nr. 3 bis 8 – Sensus Penduduk (SP)
- Ergebnisse von drei intercensalen Bevölkerungsübersichten (1995, 2005, 2015) – Survei Penduduk Antar Sensus (SUPAS)[6]

### Jahresendbevölkerung durch Fortschreibung
| Jahr | männlich | weiblich | gesamt  | Zuwachs- rate in ‰ |      | Jahr    | männlich | weiblich | gesamt | Zuwachs- rate in ‰ |
| ---- | -------- | -------- | ------- | ------------------ | ---- | ------- | -------- | -------- | ------ | ------------------ |
| 1990 | 414.096  | 430.741  | 844.837 | –                  | 2006 | 426.958 | 436.956  | 863.914  | 6,54   |                    |
| 1991 | 417.083  | 433.802  | 850.885 | 7,11               | 2007 | 428.876 | 438.696  | 867.572  | 4,22   |                    |
| 1992 | 419.697  | 436.571  | 856.268 | 6,29               | 2008 | 431.191 | 440.760  | 871.951  | 5,02   |                    |
| 1993 | 422.639  | 439.137  | 861.776 | 6,39               | 2009 | 433.987 | 443.415  | 877.402  | 6,21   |                    |
| 1994 | 425.091  | 441.603  | 866.694 | 5,67               | 2010 | 421.415 | 438.365  | 859.780  | −20,5  |                    |
| 1995 | 427.634  | 444.068  | 871.702 | 5,75               | 2011 | 423.375 | 440.602  | 863.977  | 4,86   |                    |
| 1996 | 430.408  | 446.592  | 877.000 | 6,04               | 2012 | 425.415 | 442.675  | 868.090  | 4,74   |                    |
| 1997 | 432.201  | 448.518  | 880.719 | 4,22               | 2013 | 427.282 | 444.709  | 871.991  | 4,47   |                    |
| 1998 | 433.870  | 450.329  | 884.199 | 3,94               | 2014 | 429.132 | 446.483  | 875.615  | 4,14   |                    |
| 1999 | 435.770  | 452.514  | 888.284 | 4,6                | 2015 | 430.717 | 448.310  | 879.027  | 3,88   |                    |
| 2000 | 437.752  | 454.610  | 892.362 | 4,57               | 2016 | 432.178 | 449.912  | 882.090  | 3,47   |                    |
| 2001 | 420.120  | 429.321  | 849.441 | −50,53             | 2017 | 433.585 | 451.537  | 885.122  | 3,43   |                    |
| 2002 | 421.167  | 430.416  | 851.583 | 2,52               | 2018 | 434.976 | 452.913  | 887.889  | 3,12   |                    |
| 2003 | 422.217  | 431.494  | 853.711 | 2,49               | 2019 | 436.180 | 454.338  | 890.518  | 2,95   |                    |
| 2004 | 422.948  | 432.296  | 855.244 | 1,79               | 2020 | 486.829 | 490.122  | 976.951  | 88,47  |                    |
| 2005 | 424.577  | 433.689  | 858.266 | 3,52               | 2021 | 490.067 | 493.574  | 983.641  | 6,8    |                    |